# Kempner
Kempner è un centro abitato degli Stati Uniti d'America situato nella contea di Lampasas dello Stato del Texas.
La popolazione era di 1.089 persone al censimento del 2010. Fa parte dell'area metropolitana di Killeen–Temple–Fort Hood.

## Geografia fisica
Kempner è situata a 31°04′39″N 97°58′57″W (31.077512, -97.982610).
Secondo lo United States Census Bureau, ha un'area totale di 2,2 miglia quadrate (5,7 km²).

## Società

### Evoluzione demografica
Secondo il censimento del 2000, c'erano 1.004 persone, 351 nuclei familiari e 272 famiglie residenti nella città. La densità di popolazione era di 450,3 persone per miglio quadrato (173,8/km²). C'erano 373 unità abitative a una densità media di 167,3 per miglio quadrato (64,6/km²). La composizione etnica della città era formata dall'84,86% di bianchi, il 6,37% di afroamericani, lo 0,90% di nativi americani, l'1,79% di asiatici, lo 0,20% di isolani del Pacifico, il 3,29% di altre razze, e il 2,59% di due o più etnie. Ispanici o latinos di qualunque razza erano il 7,97% della popolazione.
C'erano 351 nuclei familiari di cui il 38,5% aveva figli di età inferiore ai 18 anni, il 67,2% aveva coppie sposate conviventi, il 7,4% aveva un capofamiglia femmina senza marito, e il 22,5% erano non-famiglie. Il 16,2% di tutti i nuclei familiari erano individuali e il 2,6% aveva componenti con un'età di 65 anni o più che vivevano da soli. Il numero di componenti medio di un nucleo familiare era di 2,86 e quello di una famiglia era di 3,15.
La popolazione era composta dal 29,0% di persone sotto i 18 anni, l'8,0% di persone dai 18 ai 24 anni, il 35,2% di persone dai 25 ai 44 anni, il 21,6% di persone dai 45 ai 64 anni, e il 6,3% di persone di 65 anni o più. L'età media era di 33 anni. Per ogni 100 femmine c'erano 102,0 maschi. Per ogni 100 femmine dai 18 anni in giù, c'erano 102,0 maschi.
Il reddito medio di un nucleo familiare era di 37.981 dollari e quello di una famiglia era di 41.094 dollari. I maschi avevano un reddito medio di 26.250 dollari contro i 19.188 dollari delle femmine. Il reddito pro capite era di 17.661 dollari. Circa il 5,5% delle famiglie e l'8,8% della popolazione erano sotto la soglia di povertà, incluso il 15,5% di persone sotto i 18 anni e il 3,2% di persone di 65 anni o più.